# Cristo y la mujer adúltera (Polénov)
Cristo y la mujer adúltera o ¿Quién está libre de pecado? (en ruso: Христос и грешница (Кто без греха?) es un lienzo del pintor ruso Vasili Polénov, actualmente en el Museo Estatal Ruso de San Petersburgo.

## Tema de la obra
Jesús y la mujer sorprendida en adulterio es un episodio del evangelio de Juan, versículo 8: 1-10donde se relata la confrontación de Jesús con los escribas y fariseos que pretendían lapidar a una mujer adúltera, según prescribe el libro del Levítico. Jesús evita la ejecución con la frase: "Quién esté libre de pecado, que tire la primera piedra".

## Realización del lienzo
Polénov comenzó a idear esta obra en 1866, influenciado por La aparición de Cristo ante el pueblo de Aleksandr Ivánov y por la lectura de la Vida de Jesús, de Ernest Renan, en la que se destaca la faceta más humanista de Jesús. Realizó los primeros bocetos en la década de 1870, siendo el de 1876 el más cercano a la composición final. Habiendo interrumpido el proyecto, su hermana —antes de morir— le hizo prometer retomarlo, manteniendo su gran formato. En 1881-1882, Polenov viajó a Oriente Medio, recogiendo gran cantidad de impresiones relacionadas con la naturaleza y arquitectura de Palestina, así como del estilo de vida y fisonomía de sus habitantes.
Para completar este material viajó en 1883 a Viena, Venecia y Florencia y Roma, realizando bocetos de las fisonomías de los judíos Italianos. Todo ello, le permitiría más tarde lograr un alto grado de realismo, tanto en este lienzo como en sus otras representaciones de escenas del Nuevo Testamento. De regreso a Rusia —en el verano de 1885— realizó un boceto a tamaño natural del presente lienzo, cuya versión definitiva se realizó en 1886-1887. La pintura fue adquirida por el zar Alejandro III. Con el resultado de la venta, el artista compró en 1891 una finca y mandó construir una casa, que es ahora el Museo Polénov.

## Análisis de la obra

### Datos técnicos y registrales
- San Petersburgo, Museo Estatal Ruso.[6]
- Pintura al óleo sobre lienzo;
- Datación: 1888;
- Dimensiones: 325 x 611 cm,

### Descripción de la obra
La escena se desarrolla ante una escalera que accede al Templo de Jerusalén, y está dividida en dos partes. En el lado izquierdo, Cristo está sentado tras un bloque de piedra. Frente a él y a su derecha —formando dos filas— están sus discípulos y otros personajes. Lleva el pelo corto, y su túnica blanca combina tanto con su pureza interna, como con la palidez de su rostro. Sus facciones revelan dulzura y nobleza, pero también dan una impresión de fatiga y de tristeza. En contraste con la calma de la parte izquierda, y equilibrando la composición la parte derecha muestra una gran agitación. Frente a la multitud está el fariseo que interpela a Jesús. Tras él, la mujer acusada y otros personajes, destacando un saduceo pelirrojo, sonriendo con picardía, El hombre representado a la derecha en primer plano, montado en un burro, es Simón de Cirene.